# Topp 3
Topp 3 är en svensk animerad kortfilm från 2019, regisserad av Sofie Edvardsson med manus av Simon Österhof och animationer av Jakob Nyström. Filmen hade premiär 21 december 2019. Filmen har vunnit prisen Tromsøpalmen, för bästa film i sidoprogrammet Film från norden 2020 samt publik priset för bästa narrativ på Outfest Legacy Award 2019.

## Handling
Anton (Eric Ernerstedt) går sista året på gymnasiet, gillar att göra listor och blir kär i David (Jonas Jonsson). Men problem uppstår när det visar sig att de har väldigt olika framtidsdrömmar.